# Artère vertébrale
Les artères vertébrales sont des artères systémiques amenant du sang oxygéné vers la tête et le cerveau.
On compte une artère vertébrale droite cheminant dans la partie droite du cou et une vertébrale gauche cheminant dans la partie gauche.
L'artère vertébrale naît à la face supérieure de l'artère subclavière homolatérale (à gauche, elle peut naître de la crosse aortique dans une variante anatomique). Elle monte obliquement en haut, traversant le ganglion cervico-thoracique du sympathique (ganglion stellaire), pénètre dans le canal transversaire, au niveau du 6e foramen transversaire, et monte ainsi jusqu'à l’os atlas. Elle contourne ensuite les masses latérales de l'atlas pour traverser le foramen magnum, puis se porter à la face antérieure de la moelle allongée (bulbe rachidien). À ce niveau, elle se réunit à la vertébrale opposée pour constituer l'artère basilaire (tronc basilaire).
Cette artère basilaire monte au-devant du pont (protubérance du tronc cérébral) et se divise en deux cérébrales postérieures, qui ferment vers l'arrière le polygone de Willis, au niveau des communicantes postérieures.
Cette artère vertébrale vascularise donc le cerveau postérieur, le cervelet et le tronc cérébral (via l'artère cérébelleuse postéro-inférieure et le tronc basilaire), ainsi que la moelle spinale cervicale, par l'intermédiaire de ses collatérales : les artères spinales antérieure et postérieure.
Sur le schéma, on voit l'aspect tortueux de la terminaison de l'artère après le passage du canal transverse de l'atlas, obliquant vers l'arrière puis revenant vers l'avant du tronc cérébral après être entré dans le canal vertébral.
Point de repère pour trouver l'artère vertébrale, elle se situe à l'angle de Nunziante Ippolito qui se trouve entre le muscle scalène antérieur et le muscle long du cou,.